# Villers-en-Cauchies
Villers-en-Cauchies település Franciaországban, Nord megyében. Lakosainak száma 1148 fő (2022. január 1.). Villers-en-Cauchies Haspres, Avesnes-les-Aubert, Avesnes-le-Sec, Iwuy, Rieux-en-Cambrésis, Saint-Aubert és Saulzoir községekkel határos.

## Népesség
A település népessége az elmúlt években az alábbi módon változott:
| Lakosok száma | 1259 | 1266 | 1292 | 1248 | 1217 | 1187 | 1174 | 1161 | 1148 |
|               | 2013 | 2015 | 2016 | 2017 | 2018 | 2019 | 2020 | 2021 | 2022 |